# 張晉亨
张晋亨（？—1276年），字进卿，元朝冀州南宫（今河北南宫县）人。
张晋亨和兄长张颢跟随严实归降蒙古。娶严实之女为妻。随严实长子严忠贞到蒙古入质。1227年，跟随国王孛鲁在益都击败李全，转任恩州刺史兼行台马步军都总领。1234年，跟随严实入觐窝阔台，被任命为东平路行军千户。又随严实领兵攻南宋，攻打淮楚、河南，围安庆，攻打信阳、六安，大小数十战，立有战功。严实去世后，其子严忠济表奏张晋亨为权知东平府事。七年中，簿书狱讼，终日不暇，吏员畏惧而百姓得安。1251年，改任恩州管民万户。中统三年（1262年），跟随严忠范在遥墙泺大败李璮，改为本道奥鲁万户。中统四年（1263年），受金虎符，充万户，分将本道兵戍守宿州。至元八年（1271年），改任淄莱路总管。至元十一年（1274年），领兵跟随伯颜攻南宋，由安庆渡江，焦山之战、瓜洲之战，有功。留镇镇江，兼管民政。至元十三年（1276年），在任上去世。其子張好古、張好義。